# NGC 2032
NGC 2032 is een emissienevel in de Grote Magelhaense Wolk in het sterrenbeeld Goudvis. Het hemelobject werd op 2 november 1834 ontdekt door de Britse astronoom John Herschel.

## Synoniemen
- ESO 56-EN160